# ヒドロ虫
ヒドロ虫（ヒドロちゅう、Hydrozoa、ヒドロゾア、ハイドロゾア）とは、刺胞動物門ヒドロ虫綱の動物を指す総称であるが、この類のポリプを指す言葉としても使われている。本項でもこれについて解説する。

## 概説
刺胞動物門の動物は、その体制としては固着性のポリプと、浮遊性のクラゲに分けられる。それらのあり方は群によって異なるが、ヒドロ虫綱の場合、この両者が世代交代をするものが多い。また、ポリプが発達したものでは、多くのものが群体を形成し、永続的に生存するものが多い。
この群でポリプの発達したものについて、そのポリプを指してヒドロ虫と言う。ヒドロ虫は、一部にはサンゴやイソギンチャクと同じくらいに大きくなるものもあるが、その大部分は小柄であり、あまり目立たないものが多い。また、構造的には刺胞動物中でもっとも単純である。しかし、形態は多様で、個虫の形に分化が見られるなど、高度な群体を作るものも多い。

## 構造

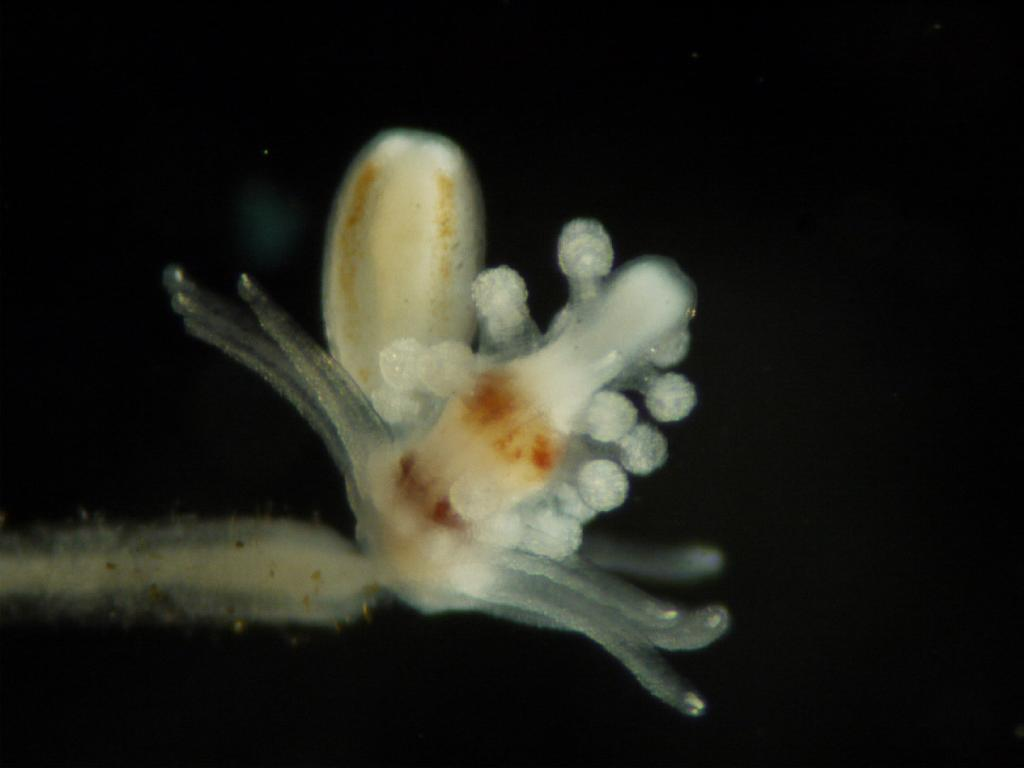
ハネウミヒドラのヒドロ花
上向きは水母芽
斜め右上が口
触手は有頭のものと紐状のものがある

ヒドロ虫は、その構造に特殊な部分が多く、各部の名称にも独特のものがある。
体を構成する基本単位はポリプである。ほぼ円筒形の体の片方が平面になっており、これを口盤という。その中央に口がある。口盤の周囲には触手が並んでいるが、まれに口の周辺にも触手がある例があり、これを口触手という。ただし、口盤が平面状にならず、体から続く円錐状になり、触手も円形には配列しない例も多い。また、触手の形も紐状や棒状のもののほか、先端が膨らんだ形のもの（有頭触手）を持つ例がある。
反対側は細まり、基盤上には固着のための構造が発達する例が多い。ヒドロ虫ではポリプ本体をヒドロ花 (hydranth) 、下の細い部分をヒドロ茎 (hydrocaulus) 、基盤に付着する部分を足盤というが、多くの種ではここから固着のための根のような構造が発達し、これをヒドロ根 (hydrorhiza) という。群体になるものではヒドロ根が横に走り多数の個虫をつないでいる場合があり、これを走根 (stolon) という。また、個虫をつなぐ部分をまとめて共肉と言う。
ポリプ本体の内部構造は刺胞動物門では最も簡単で、隔壁などは一切ない。また、外胚葉性の口道がない。体外にクチクラ質の外鞘を持つ場合、石灰質の骨格をもつ場合がある。それによってヒドロ虫を大別し、石灰質の骨格をもつものをヒドロサンゴ、外鞘を持つものを有鞘類、鞘を持たないものを無鞘類ということもある。有鞘類では、ヒドロ花は鞘に収まるので、これをヒドロ筴と言う。
それぞれの種の名前としては無鞘類は○○ウミヒドラ、ヒドロサンゴは○○サンゴモドキを使う例が多い。有鞘類は植物のような枝振りになるものが多く、○○ガヤなどの植物のような名前がつけられる例が多い。

## 群体
ヒドロ虫にはポリプ一個で一個体を成すものもあるが、ほとんどは群体を形成する。前者を単体ヒドラと呼び、ヒドラ科やオオウミヒドラ科などに見られる。深海産のオトヒメノハナガサは単体ヒドラで最大で、深海底の泥の中から立ち上がり、高さが1mを超える。ハシゴクラゲのポリプは単体ヒドラが柄を失ってプランクトン生活に適応した形と考えられる。
それ以外の大部分は群体になるもので、それらでは無性生殖によって増えたヒドラ花が互いにヒドロ根でつながって他物の表面に広がり、あるいは樹枝状に伸び上がる。ヒドロ根が絡まり合って太い枝状になる例もある。その姿は細かなコケのようであったり細い枝状であったりと様々である。大きいものは1mを超えるようなものもある。ヒドロサンゴ類は厚い石灰質の骨格を持ち、いわゆるサンゴ的な姿であり、アナサンゴモドキは造礁サンゴとなる。しかし、大部分は数mmかそれ以下の大きさである。またギンカクラゲやカツオノカンムリは浮きを持った群体で、クラゲに見える。
同じ形のヒドロ花が並んでいるものもあるが、その形に分化が見られる例も多い。代表的な型には以下のようなものがある。
栄養個虫 (Gastrozooid)
一般的なポリプの姿のもの。
指状個虫 (Dactylozooid)
体は長く伸び、先端に短い触手をまとめて出すもの。
螺旋状個虫 (Spiralozooid)
長く伸びた触手のみになったもの。
子茎 (Blaststyle)
生殖個虫であり、その体の上に水母芽、あるいは子嚢を生じるもの。

## 生活環
この類では、一般的にはいわゆる世代交代が見られる。ポリプは無性生殖により増殖し、その体の上に無性的にクラゲを形成する。クラゲは独立すると成長の後、有性生殖を行う。受精卵は孵化後に定着してポリプとなる。
ヒドロ虫綱でも分類群によってはポリプが発達しないものもある。ポリプがよく発達するものは主として花クラゲ目と軟クラゲ目、それにヒドロサンゴ目に多い。普通はヒドロ虫といえば前2者を指すと思ってまず間違いはない。
先述のように、有性生殖はクラゲでの配偶子形成によるが、クラゲの形成にはさまざまな段階がある。よく発達したクラゲを形成する種もあり、場合によってはヒドロ虫とクラゲで別の名を持つ例もある。しかし、クラゲが退化傾向を持つものがあり、ごく小さな寿命の短いクラゲしか作らないもの、あるいはクラゲの形にはなるが、独立せずに終わる例もある。さらには、ごく簡略化された形のクラゲを体の一部に作る例もあり、このような遊離しないで生殖細胞のみを作るクラゲ由来の構造を子嚢 (Sporosac) という。さらに、ヒドラなどごく一部のものではポリプの上に生殖細胞が作られるが、これも子嚢由来であるかどうかは不明である。
なお、クラゲは出芽によって形成されるが、その位置は共肉上の場合、ポリプの側面の場合、触手の内側の場合などさまざまである。特にクラゲを形成する個虫が分化している場合、これを子茎と言う。有鞘類では子茎は生殖筴におさまる。
卵は孵化するとプラヌラとなって体外に出て、基盤に定着してポリプとしての生活を始める。一部にはアクチヌラ幼生を出すものもある。

## 生態
ごく一部に淡水性、汽水性の種があるが、ほとんどは海産である。潮間帯から深海底に至るさまざまな場所で発見される。ほとんどはちょっと見ただけでは見つからない程度からせいぜい10cmの小型の動物で、岩や海藻の表面などに固着している。中には数十cm以上の大型になる樹枝状のもの、さらに大きなサンゴになるものもある。
食性は基本的には肉食で、触手で動物プランクトンのような小型動物を捕まえている。アナサンゴモドキは共生藻類を持ち、造礁サンゴとして生活している。また、カイヤドリヒドラなど一部に寄生性の種もある。
生きた動物に付着して生活する例もある。ウミエラヒドラやハナヤギウミヒドラは同じ刺胞動物であるウミエラやハナヤギの体に付着している。また、サカナウミヒドラはイトオコゼの体表に付着する。エダクダクラゲのポリプはニンギョウヒドラと呼ばれ、多毛類のエラコの棲管の口に棲んでいる。カニウミヒドラはタカアシガニに付着している。
貝殻上に棲むものもある。カイウミヒドラは巻き貝の1種シワホラダマシの殻の表面を覆い尽くす。タマクラゲのポリプはムシロガイの上に生活する。これらの場合、宿主との共生関係があるかどうかは不明であるが、イガグリガイの場合、ヤドカリの殻について、ヤドカリの成長と共に殻も伸ばすので、ヤドカリは宿替えの必要がなくなる。

## 利害
人間にとって、利となることはほとんどない。
利用される局面はほとんどないに等しい。科学上は、ヒドラがモデル生物として用いられる。また、ベニクラゲは不老不死であることが知られ、その方面で注目を浴びている。
害になる面では、一部に刺胞毒の強いものが知られる。アナサンゴモドキ類にはかなり強い毒のものがある。
北海道などでは、記録的高水温から昆布やホタテにヒドロ虫が大量に付着して商品価値が半減する被害が起きている。
この類は、昭和天皇が強い関心を持っていた生物としても知られている。

## 分類

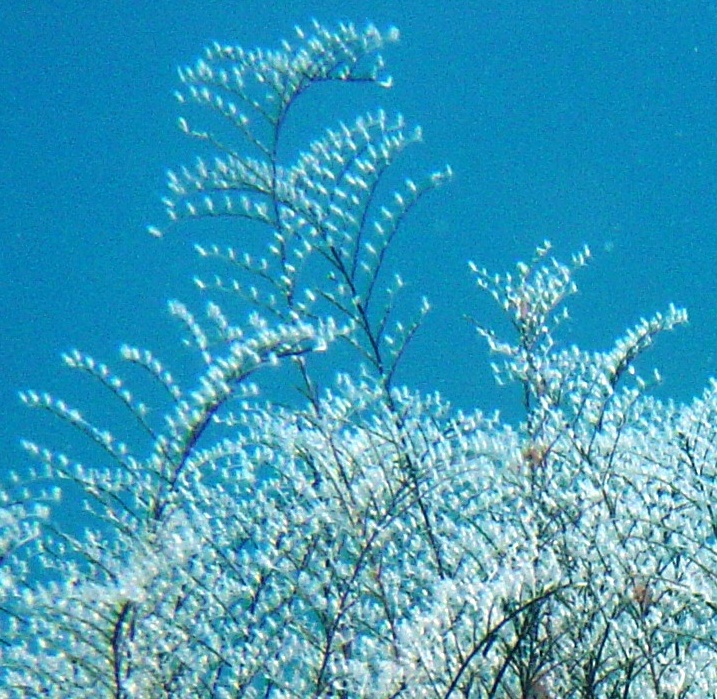
ハネウミヒドラ

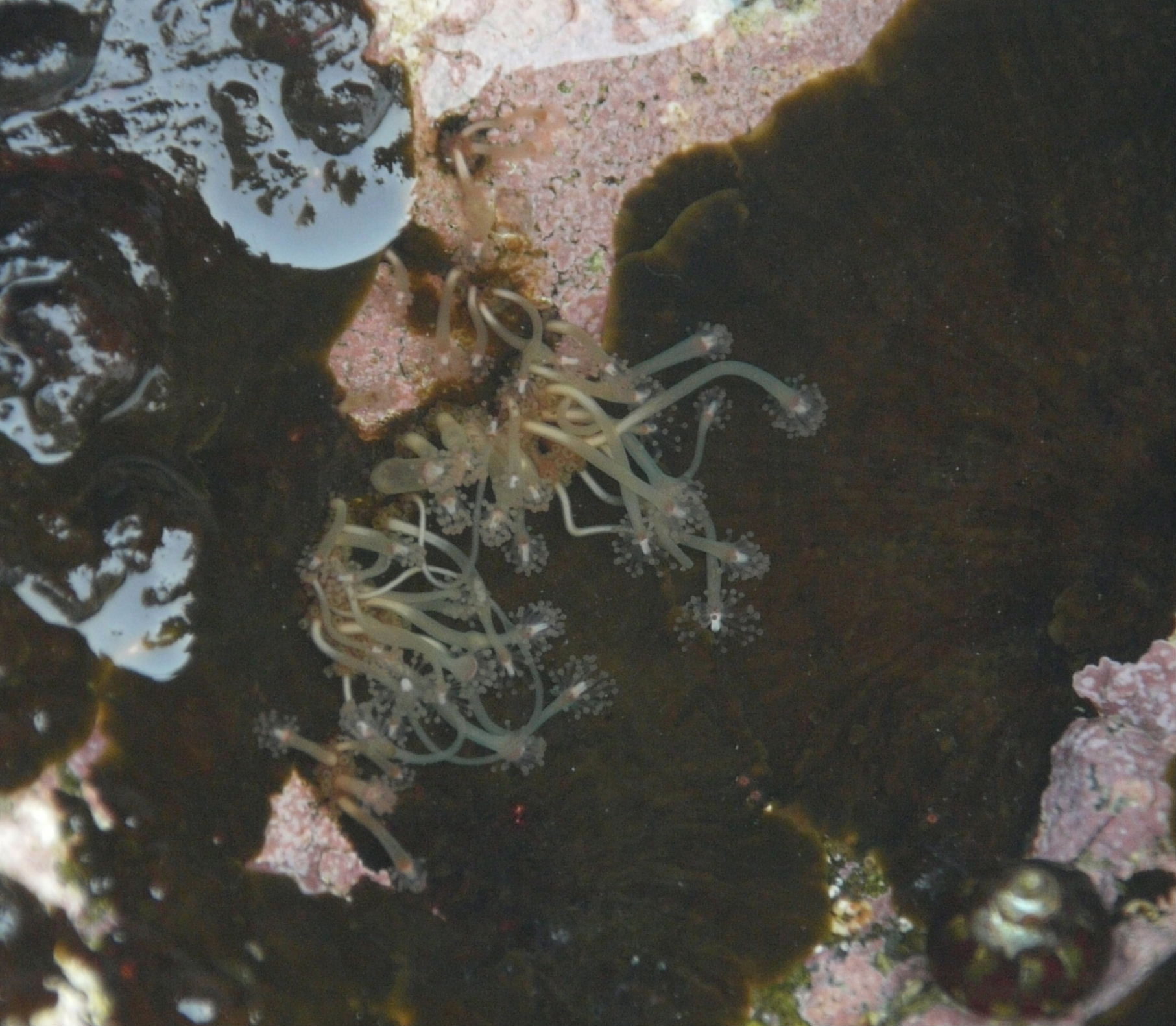
オオタマウミヒドラ

花クラゲ目（無鞘目）
いわゆる無鞘類のヒドロ虫である。全体に柔らかいか、ヒドロ茎までは鞘に包まれるが、ヒドロ花は裸である。ポリプの形は多彩で、単体のものから大きな群体を作るものまである。一部は八放サンゴ類に見られるような樹枝状の群体を造る。また、ギンカクラゲなどは浮きを持った浮遊性の群体である。淡水産のヒドラが有名であるが、この類ではむしろ特殊なものである。
- ヒドラ科 - ヒドラ、エヒドラ
- オオウミヒドラ科 - オオウミヒドラ、オトヒメノハナガサ
- クダウミヒドラ科 - ベニクダウミヒドラ
- ハネウミヒドラ科 - ハネウミヒドラ
- タマウミヒドラ科 - タマウミヒドラ、カイメンウミヒドラ、ヤマトサルシアクラゲ
- オオタマウミヒドラ科 - オオタマウミヒドラ
- エダウデウミヒドラ科 - エダウデウミヒドラ
- センジュウミヒドラ科 - センジュウミヒドラ
- ジュズノテウミヒドラ科 - ジュズノテウミヒドラ
- ウミエラヒドラ科 - ウミエラヒドラ、ハナヤギウミヒドラ
- ヤギモドキウミヒドラ科 - オオギウミヒドラ、センナリウミヒドラ
- クラバ科 - ベニクラゲ、エダヒドラ、ハタイウミヒドラ
- タマクラゲ科 - タマクラゲ、ナマコウミヒドラ
- ウミヒドラ科 - カニウミヒドラ、サカナウミヒドラ、カイウミヒドラ、イガグリガイ
- エダクラゲ科 - エダクラゲ
- エボシクラゲ科 - エボシクラゲ
- サカナヤドリヒドラ科 - サカナヤドリヒドラ
- エダウミヒドラ科 - エダウミヒドラ
- カツオノカンムリ科 - カツオノカンムリ
- ギンカクラゲ科 - ギンカクラゲ

淡水クラゲ目
裸のヒドロ虫で、ヒドロ茎は枝分かれせず、小型。ポリプは生きた動物に着くものが多い。
- エダクダクラゲ科 - ニンギョウヒドラ（エダクダクラゲ）

軟クラゲ目（有鞘目）
いわゆる有鞘類のヒドロ虫である。ヒドロ茎は鞘に包まれ、その先端にコップ状等の形のヒドロ筴があり、ヒドロ花はその中に収まる。生殖個虫は特別な形のヒドロ筴（生殖筴）に収まる。ヒドロ根を横にはわせてあちこちからヒドロ花をつけるとか、仮軸状にヒドロ花をつけるジグザグの茎を立てる、あるいはそれが絡み合って樹枝状になる等の群体を形成する。大きいものは50cmに達するものもある。なお、ヒルムシロヒドラやカイヤドリヒドラなど、裸のものがここに含まれるが、これらはクラゲの形態によってこの類であることが確認されている。
- カゴメウミヒドラ科 - カゴメウミヒドラ、キセルカゴメウミヒドラ
- ホソガヤ科 - ホソガヤ
- ウミサカズキガヤ科 - ウミサカズキガヤ、フサコップガヤ、アシナガコップガヤ、ヒメウミコップ、フサウミコップ、オベリア、フタエキザミ
- コモチクラゲ科 - カイヤドリヒドラ
- ヒメコップガヤ科 - ヒメコップ、エントツガヤ
- コップガヤ科 - コップガヤ
- ツリガネガヤ科 - ツリガネガヤ
- キセルガヤ科 - コバネキセルガヤ、キセルガヤ、ウモレキセルガヤ
- ツツウミシバ科 - ツツウミシバ
- ウミシバ科 - フトウミシバ、トゲウミシバ、オオウミシバ、カレヒバ、ヒメウミカビ、ハットリウミカビ、ウミイトスギ、ウミホウキ
- ハネガヤ科 - ハネガヤ、ヒメハネガヤ、ヒゲガヤ、スダレガヤ、ツツガヤ、ハボウキガヤ、ドングリガヤ、ウミヒノキ、クロガヤ、シロガヤ
- モエリシア科 - ヒルムシロヒドラ

アクチヌラ目
アクチヌラの形態の成体になる。海底の砂粒の隙間に生活する（間隙性）小型種。
- ヒドロクラゲ科 - ハラモヒドラ
- オトヒドラ科

サンゴモドキ目
ヒドロサンゴの一つ。石灰質の骨格を持ち、その表面のくぼみの中に個虫が収まる。栄養個虫と指状個虫は口も触手も持たない。
- サンゴモドキ科 - ダメサンゴ、エノシマサンゴ

アナサンゴモドキ目
ヒドロサンゴのひとつ。共生藻類をもつ造礁サンゴである。栄養個虫の入る穴を、指状個虫の穴が取り巻く。指状個虫は多数の有頭触手をもつ。極めて退化的なクラゲを遊離する。
- アナサンゴモドキ科